# Raggacore
Raggacore je podvrsta breakcorea na koju veliki utjecaj ima ragga jungle, stil glazbe koji prethodi breakcoreu, karakteriziran ragga i dancehall ritmovima i vokalima. Svoje korijene vjerojatno može pratiti unatrag do jungle producenta Remarca, koji je bio jedan od prvih producenata koji su miješali ragga i dancehall vokale s kaotičnim i zamršeno izmjenjivim breakbeatovima. Iako je samo nekoliko producenata prvenstveno radilo na stilu, on još uvijek ima poveliki broj sljedbenika među breakcore obožavateljima.

## Vanjske poveznice
- http://www.raggacore.com
- http://www.c8.com  Arhivirana inačica izvorne stranice od 27. kolovoza 2018. (Wayback Machine)
- RAGGACORE – trying to define it...  Arhivirana inačica izvorne stranice od 17. veljače 2007. (Wayback Machine)